# Чемпионат Южной Америки по волейболу среди женщин 2011
29-й Чемпионаты Южной Америки по волейболу среди женщин проходил с 28 сентября по 2 октября 2011 года в Кальяо (Перу) с участием 7 национальных сборных команд. Чемпионский титул в 17-й раз в своей истории и в 9-й раз подряд выиграла сборная Бразилии.

## Команды-участницы
Аргентина, Бразилия, Колумбия, Парагвай, Перу, Уругвай, Чили.
От участия отказались первоначально заявленные сборные Боливии, Венесуэлы и Эквадора.

## Система проведения чемпионата
7 команд-участниц на предварительном этапе разбиты на две группы, в которых команды играли в один круг. За победу со счётом 3:0 и 3:1 команда получает 3 очка, за победу 3:2 — 2 очка, за поражение 2:3 — 1 очко, 1:3 и 0:3 — 0 очков. По две лучшие команды из групп вышли в полуфинал плей-офф и по системе с выбыванием определили призёров первенства. Итоговые 5—7-е места разыграли команды, занявшие в группах 3—4-е места.

## Предварительный этап

### Группа А
| М | Команда  | 1   | 2   | 3   | И | В | П | С/П | О |
| - | -------- | --- | --- | --- | - | - | - | --- | - |
| 1 | Перу     |     | 3:1 | 3:0 | 2 | 2 | 0 | 6:1 | 6 |
| 2 | Колумбия | 1:3 |     | 3:0 | 2 | 1 | 1 | 4:3 | 3 |
| 3 | Уругвай  | 0:3 | 0:3 |     | 2 | 1 | 1 | 0:6 | 0 |

28 сентября: Перу — Колумбия 3:1 (25:23, 25:22, 18:25, 25:17).
29 сентября: Перу — Уругвай 3:0 (25:13, 25:13, 25:13).
30 сентября: Колумбия — Уругвай 3:0 (25:14, 25:10, 25:22).

### Группа В
| М | Команда   | 1   | 2   | 3   | 4   | И | В | П | С/П | О |
| - | --------- | --- | --- | --- | --- | - | - | - | --- | - |
| 1 | Бразилия  |     | 3:0 | 3:0 | 3:0 | 3 | 3 | 0 | 9:0 | 9 |
| 2 | Аргентина | 0:3 |     | 3:0 | 3:0 | 3 | 2 | 1 | 6:3 | 6 |
| 3 | Чили      | 0:3 | 0:3 |     | 3:0 | 3 | 1 | 2 | 3:6 | 0 |
| 4 | Парагвай  | 0:3 | 0:3 | 0:3 |     | 3 | 0 | 3 | 0:9 | 0 |

28 сентября: Аргентина — Чили 3:0 (25:10, 25:15, 25:12); Бразилия — Парагвай 3:0 (25:7, 25:9, 25:8).
29 сентября: Аргентина — Парагвай 3:0 (25:6, 25:10, 25:17); Бразилия — Чили 3:0 (25:8, 25:9, 25:9).
30 сентября: Чили — Парагвай 3:0 (26:24, 25:20, 27:25); Бразилия — Аргентина 3:0 (25:19, 25:10, 25:8).

## Плей-офф

### Полуфинал за 1—4 места
1 октября
Бразилия — Колумбия 3:0 (25:18, 25:7, 25:20)
Аргентина — Перу 3:0 (25:15, 25:23, 26:24)

### Полуфинал за 5—7 места
1 октября
Уругвай — Парагвай 3:0 (25:6, 25:14, 25:13).

### Матч за 5-е место
2 октября
Уругвай — Чили 3:1 (25:16, 24:26, 25:18, 25:19).

### Матч за 3-е место
2 октября
Перу — Колумбия 3:1 (25:23, 25:22, 23:25, 25:22).

### Финал
2 октября
Бразилия — Аргентина 3:0 (25:10, 25:7, 25:17).

## Итоги

### Положение команд
| Бразилия    |
| Аргентина   |
| Перу        |
| 4. Колумбия |
| 5. Уругвай  |
| 6. Чили     |
| 7. Парагвай |

### Медалисты
Бразилия: Фабиана Марселино Клаудино (Фабиана), Жусели Кристина Силва Баррето (Жусели), Даниэль Родригис Линс (Дани Линс), Таиса Дахер ди Менезис (Таиса), Марианне Штейнбрехер (Мари), Жаклин Перейра ди Карвальо (Жаклин), Велисса ди Соуза Гонзага (Сасса), Шейла Таварес ди Кастро (Шейла), Фабиана Алвин ди Оливейра (Фаби), Фернанда Гарай Родригис (Фе Гарай), Жозефа Фабиола Алмейда ди Соуза (Фабиола), Тандара Кайшета (Тандара). Главный тренер — Жозе Роберто Гимарайнс (Зе Роберто).
  Аргентина: Лусия Гайдо, Ямила Низетич, Лусия Фреско, Даниэла Гильденбергер, Татьяна Риццо, Эмильче Соса, Антонелла Бортолоцци, Летисия Боскаччи, Флоренсия Карлотто, Флоренсия Бускетс, Антонела Куратола, Яэль Кастильоне. Главный тренер — Хорасио Бастит.
  Перу: Анхелика Акино, Мирта Урибе Сориано, Патрисия Сото, Ванесса Паласиос, Йессения Уседа, Юлисса Самудио Оре, Лурен Байлон Франсис, Клариветт Ильескас, Карла Руэда, Елена Кельдибекова, Карла Ортис, Алехандра Муньос. Главный тренер — Лука Кристофани.

### Индивидуальные призы
MVP:  Шейла
Лучшая нападающая:  Мари
Лучшая блокирующая:  Фабиана
Лучшая на подаче:  Лорена Сулета
Лучшая на приёме:  Ванесса Паласиос
Лучшая в защите:  Лусия Гайдо
Лучшая связующая:  Елена Кельдибекова
Лучшая либеро:  Фаби
Самая результативная:  Маделайн Монтаньо